# Österreichische Hundesport-Union

Logo der ÖHU

Die Österreichische Hundesport-Union (ÖHU) ist ein Dachverband für die österreichische Rassehundezucht bzw. Hundeabrichtung.
Die Gründung erfolgte im Jahre 1954 von Walter Winkler aus Salzburg als Verein, dessen Sinn und Zweck es war, Züchter von Rassehunden zu betreuen und den Hundesport zu fördern.  Mitbegründer waren außerdem Karl Hofbauer, Rudolf Krumhart sowie Anton Mosleitner. Andere Vereine schlossen sich an und so wurde die ÖHU der Dachverband von vielen gleichgesinnten Vereinen, die sich mit der Zucht von Rassehunden sowie mit der Abrichtung von Rassehunden und Mischrassen beschäftigen. Im Jahre 2001, nach 47-jähriger Präsidentschaft, starb Walter Winkler im Alter von 85 Jahren.
Dem Dachverband gehörten
- 1962: 12 Vereine
- 1977: 24 Vereine
- 2001: 75 Vereine
- 2006: 84 Vereine
- 2007: 83 Vereine
- 2014: 62 Vereine
- 2019: 59 Vereine

an. Er ist damit der zweitgrößte Dachverband im österreichischen Hundewesen (größter: ÖKV).
Präsidenten:
- 1954–2001 Walter Winkler
- 2001–2005 Karl Baronyai
- 2006–2014 Gerhard Mannsberger
- 2014–2019 Christine Gehmair
- 2019  Uwe Deutsch
- seit 2019 Anton Schauer